# قريوطة رومفيانية
قريوطة رومفيانية (الاسم العلمي: Caryota rumphiana) هو نوع نباتي يتبع جنس القريوطة من فصيلة الفوفلية.